# クラチュ
クラチュ（Qulaču、? - 1286年）は、モンゴル帝国に仕えた軍人の一人。『元史』などの漢文史料では忽剌出(hūlàchū)と記される。

## 概要
クラチュの曾祖父アチャル、祖父ジェデル、父カランジュは代々モンゴル帝国に仕えて武功を挙げてきた家系で、クラチュも父の地位を継承して昭勇大将軍となった。至元11年（1274年）からは南宋遠征に従軍し、水軍を率いて南宋軍を破った。同年9月には董文炳とともに賈似道・夏貴・孫虎臣ら率いる南宋軍を丁家洲の戦いで破り、将校37・軍5千・船40を獲得した。翌年7月には将軍アジュの下で焦山江攻めに加わり、クラチュと董文炳は敵軍の放つ矢石に身をさらしながら突撃し、多くの傷を負いながらも敵軍を撃ち破り勝利に貢献した。
その後も南宋との戦いで軍功を重ね、至元13年（1276年）の首都臨安の降伏によって南宋の滅亡が定まると、それまでの功績により昭毅大将軍とされ、その後湖州路ダルガチとされた。その後鎮国上将軍・淮東宣慰使、嘉議大夫・行御史台中丞、資善大夫・福建行省左丞、江淮行省左丞・右丞、栄禄大夫・江浙行省平章政事などの職を歴任し、至元23年（1286年）に亡くなった。

なお、『元史』巻123の直脱児伝と『元史』巻133列伝の忽剌出伝は内容がほとんど重複しているとの批判がある。